# Hohe Wurzel (Hunsrück)
Die Hohe Wurzel ist mit 669 m die zweithöchste Erhebung des Osburger Hochwaldes im Hunsrück in Rheinland-Pfalz. Sie liegt auf der Gemarkung Beuren (Hochwald).
Das Gebiet gehört zum Staatsforst (Landesforsten Rheinland-Pfalz).
Rund um die Hohe Wurzel entspringen der Saarbach, der Bickenbach, der Feller Bach, der Füllbach, der Bruderbach, der Bach vom Meisbrück, die Wadrill, die Riveris und  der Misselbach.

## Erscheinungsbild
Die Hohe Wurzel ist eher ein langgestreckter Höhenzug als ein markanter Berg, neben dem höheren Rösterkopf wirkt sie wie dessen Nordostausläufer. Auffallend ist eine Höchstspannungsfreileitung zwischen den Umspannwerken Uchtelfangen und Niederstedem, die die Hohe Wurzel in einer Waldschneise fast zentral überquert. 

## Verkehr
Der Berg wird an seiner Ostseite von der A 1 nördlich der Anschlussstelle 132 Reinsfeld passiert. Über die Südflanke verläuft die ausgebaute Landesstraße 151 von Hermeskeil nach Trier.

## Tourismus

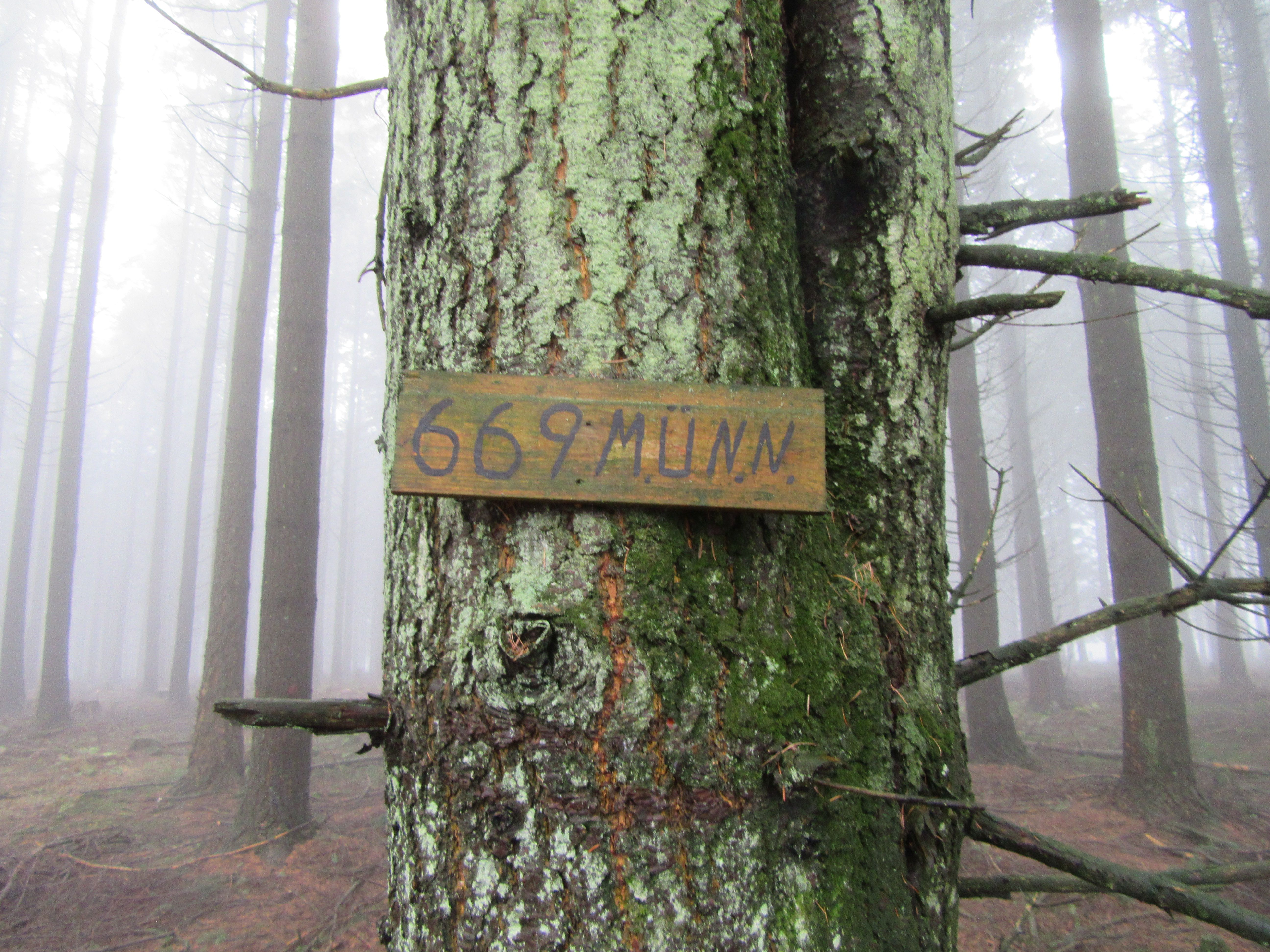
Gipfelmarkierung

Der Gipfel ist bewaldet und stellt keine Attraktion dar. Der Große Rundwanderweg (GR) um den Osburger Hochwald im Naturpark Saar-Hunsrück schließt den Berg ein und passiert ihn südöstlich und nordwestlich. Der lokale Wanderweg Osburger Hochwald (OH) von Zerf nach Büdlicherbrück verläuft über die Gipfelpartie.